# Perfluorohexane
Le perfluorohexane est un perfluorocarbure de formule brute C6F14. Il s'agit d'un liquide incolore et inodore chimiquement stable et biologiquement inerte.
Il trouve des applications dans une grande diversité de domaines, notamment :
- comme solvant ininflammable pour les graisses et les huiles, notamment dans l'industrie électronique, où il remplace souvent le 1,1,2-trichloro-1,2,2-trifluoroéthane Cl2FC–CClF2 (CFC-113) et le 1,1,1-trichloroéthane Cl3C–CH3 depuis leur interdiction par le protocole de Montréal ;

- comme fluide frigorigène et fluide caloporteur ;

- comme liquide pour systèmes de lutte contre l'incendie, notamment dans les cas où l'usage de halons a été interdit ;

- comme base pour les aérosols et comme émulsifiant pour la suspension de microparticules pour des applications pharmaceutiques ;

- dans des applications de ventilation liquidienne et le développement de substituts sanguins en raison de sa capacité, commune aux liquides perfluorocarbonés, à dissoudre de grandes quantités d'oxygène O2 ;

- comme produit de contraste en imagerie médicale.

La pyrolyse du perfluorohexane libère des composés tels que le tétrafluorure de carbone CF4, le tétrafluoroéthylène F2C=CF2, l'hexafluoroéthane C2F6, l'hexafluoropropylène F2C=CF–CF2 et le perfluoroisobutylène F2C=C(CF3)2. En présence d'eau et d'oxygène, la pyrolyse du perfluorohexane est susceptible de libérer également du fluorure de carbonyle F2C=O et du fluorure d'hydrogène HF, qui sont à la fois corrosifs, toxiques et très solubles — le fluorure d'hydrogène dissous donne ainsi l'acide fluorhydrique HF (aq).